# Krisztina Egerszegi
Krisztina Egerszegi (Budapest, 16 agosto 1974) è un'ex nuotatrice ungherese.

## Biografia
Specializzata nel dorso e nei 400 m misti individuali, ha partecipato a tre edizioni olimpiche, a partire da Seul 1988 quando, appena quattordicenne, vinse la sua prima medaglia d'oro nei 200 m dorso, diventando la più giovane vincitrice di una medaglia d'oro olimpica di sempre; con i successi di Barcellona prima e di Atlanta poi, riuscì nell'impresa, realizzata prima solo da Dawn Fraser, di confermarsi campionessa olimpica in una stessa specialità per tre edizioni consecutive; considerando poi i successi nei 100 m dorso e nei 400 m misti individuali di Barcellona 1992 ottenne in totale cinque medaglie d'oro individuali, record assoluto nel nuoto imbattuto fino al 2008.
Ha ottenuto numerosi successi anche nelle rassegne mondiali, nonostante la presenza delle atlete cinesi, peraltro quasi tutte poi coinvolte in problemi di doping, ed europee.
È stata detentrice del record europeo dei 200 metri dorso, realizzato il 22 agosto 1991 agli europei di Atene, con il tempo di 2'06"62. Il primato mondiale su tale disciplina è stato battuto dopo 17 anni dalla nuotatrice zimbabwese Kirsty Coventry, che il 16 febbraio 2008, al GP di Columbia nel Missouri, ha stabilito il nuovo record in 2'06"39.
Dopo essersi ritirata è stata insignita dell'ordine olimpico nel 2001, ed è successivamente entrata a far parte del CIO; è stata inserita anche nella International Swimming Hall of Fame.

## Palmarès
- Giochi olimpici

Seul 1988: oro nei 200m dorso e argento nei 100m dorso.
Barcellona 1992: oro nei 100m dorso, nei 200m dorso e nei 400m misti.
Atlanta 1996: oro nei 200m dorso e bronzo nei 400m misti.
- Mondiali

Perth 1991: oro nei 100m dorso e nei 200m dorso.
Roma 1994: argento nei 200m dorso.
- Europei

Bonn 1989: argento nei 100m dorso, nei 200m dorso e nei 400m misti.
Atene 1991: oro nei 100m dorso, nei 200m dorso e nei 400m misti.
Sheffield 1993: oro nei 100m dorso, nei 200m dorso, nei 200m farfalla e nei 400m misti.
Vienna 1995: oro nei 200m dorso e nei 400m misti e argento nella staffetta 4x100m mista.
- Europei giovanili

Amersfoort 1988: oro nei 100m dorso, nei 200m dorso e nei 200m misti.
Leeds 1989: oro nei 100m dorso, nei 200m dorso, nei 200m misti e nei 400m misti, argento nei 200m farfalla e nella staffetta 4x200m sl e bronzo nella staffetta 4x100m mista.

## Riconoscimenti
- World Swimmer of the Year: 1991, 1992, 1995
- European Swimmer of the Year: 1990, 1991, 1992, 1995